# عملیات هورادیز
عملیات هورادیز (به ترکی آذربایجانی: Horadiz əməliyyatı) یکی از نبردهای روی‌داده در جنگ قره‌باغ میان نیروهای مسلح جمهوری آذربایجان و نیروهای مسلح ارمنستان در روستای هورادیز در شهرستان فضولی جمهوری آذربایجان میان دسامبر ۱۹۹۳ تا ۶ ژانویه ۱۹۹۴ رخ داد.

## تاریخ

### زمینه‌ها
ارمنی‌ها که واپسین روزهای آگوست ۱۹۹۳ قبادلی را به تصرف خود درآوردند، آتش‌بس اعلام کردند زیرا آنها نیاز به تجدید قوا و نیروهای داشتند و باید منتظر رسیدن سلاح‌ها و نیروهای جدید از ارمنستان می‌ماندند. در اواخر ماه اکتبر، سربازان ارمنی به سرعت هورادیز را در مرز جمهوری آذربایجان و ایران تصرف کردند و ارتباط زنگلان با خاک جمهوری آذربایجان را قطع کردند. 
در دسامبر ۱۹۹۳، نیروهای مسلح ارمنستان تلاش کردند تا به شرق فضولی حرکت کنند، اما با مقاومت غیرمنتظره‌ای از سوی آذری‌ها روبرو شدند و مجبور به عقب‌نشینی شدند. پس از آن ارتش آذربایجان در سه جهت حمله کرد. در ۱۵ دسامبر، نظامیان آذری بلافاصله در پنج جهت شهرستان فضولی، شهرستان خوجاوند، شهرستان آغ‌دام، استان مارتاکرت و شهرستان کلبجر حمله کردند. هجوم به شمال‌شرقی ناگورنو قره‌باغ، ارمنی‌ها را مجبور به ترک شماری از شهرک‌های منطقه مارتاکرت کرد. ضربات اصلی نیروهای آذری به هورادیز از شهرستان بیلقان وارد شد و پس از آن نبرد به دشت‌های پیرامون آن گسترش یافت. در این میان، واحدهای آذری تاسیسات دفاع ارمنی را منهدم کردند و زیر آتش توپ و توپخانه موشکی شروع به پیشروی در داخل فضولی کردند. در اوایل ژانویه ۱۹۹۴، آذری‌ها ۱۱ روستا و ۴۰ کیلومتر مرز جمهوری آذربایجان و ایران را تصرف کردند.

### نبرد
به گفته طرف آذری، در ۵ ژانویه، تیپ ۷۰۲ که در عملیات هورادیز شرکت داشت، ۳ تانک، ۱ شتورم-اس، ۶ قبضه توپ، ۶ تریلر توپخانه، حدود ۱۰ دستگاه خودرو، شمار زیادی سلاح و مهمات را به دست آورد. ارامنه عقب‌نشینی کردند و با دریافت تلفات و رهاکردن شماری از سربازان کشته‌شده عقب‌نشینی کردند. به سرگروه هنگ ۷۰۲، الخان ذوالفقاروف که به‌خاطر دفاع از روستاس شکور بی‌لی در نزدیکی هورادیز درگذشت، پس از مرگ عنوان قهرمان ملی جمهوری آذربایجان را دریافت کرد.
در تاریخ ۶ ژانویه (بر اساس برخی منابع دیگر ۸ ژانویه) هنگ ۷۰۲ مقاومت ارامنه را شکست و وارد هورادیز شد، شهرک، ایستگاه راه‌آهن و پل‌های خداآفرین که هدف مهم استراتژیک بود، تصرف کرد. ارس عملیات توسط کنشیر رامالدانف هدایت می شد. هورادیز یک تقاطع مهم از مناطق جبرائیل ، گوبادلی ، زنگیلان در غرب و فضولی در شمال بود. 
مجاهدین افغان که در پاییز سال ۱۹۹۳ وارد جمهوری آذربایجان شدند نیز در حملات آذری‌ها شرکت کردند. طبق برخی گزارش ها، آموزش مجاهدین بالاتر از ارتش منظم آذربایجان بود و آنها نقش اساسسی در تصرف هورادیز توسط ارتش جمهوری آذربایجان داشتند.

## نتایج
در نتیجه، روستای هورادیز، ۲۰ روستای شهرستان فضولی و روستای جوجوق مرجانلی از توابع شهرستان جبرئیل تحت کنترل جمهوری آذربایجان شد. عملیات هورادیز موفق‌ترین عملیاتی بود که ارتش آذربایجان در طول نبرد زمستانی ۱۹۹۴ انجام داد. ۸ نفر به دلیل رشادت‌هایی که در این عملیات داشتند، عنوان قهرمان ملی جمهوری آذربایجان را دریافت کردند.
طبق اعلام طرف آذری، جمهوری آذربایجان کنترل ۲۱۰۰۰ هکتار را به دست گرفت. در ۵ ژانویه ۱۹۹۴، سربازان ارتش جمهوری آذربایجان وارد هورادیز شدند و پرچم جمهوری آذربایجان در هورادیز برافراشتند.